# Joop Hiele
Johannes Frederik „Joop“ Hiele (* 25. Dezember 1958 in Rotterdam) ist ein ehemaliger niederländischer Fußballtorhüter, der mit Feyenoord Rotterdam Niederländischer Meister und Pokalsieger wurde. Siebenmal trat er in der Nationalmannschaft an.

## Karriere
Den Großteil seiner Spielerkarriere verbrachte Joop Hiele beim niederländischen Erstligisten Feyenoord Rotterdam, dem er schon mit elf Jahren beigetreten war und wo er als einziger Jugendtorhüter seit Einführung des bezahlten Fußballs Stammkraft der ersten Mannschaft wurde, in der er am 2. April 1978 debütierte. Mit Feyenoord gewann er 1980 den KNVB-Pokal und 1984 das Double. Nach 318 Ligaspielen und 30 Europacupauftritten mit den Rotterdamern wechselte er 1990 zur SVV Schiedam, die in der folgenden Saison mit Dordrecht’90 fusionierte und für die er drei Spielzeiten aktiv war. In der vierten Saison – Dordrecht’90 hatte sich mittlerweile wieder von der SVV getrennt – kam er jedoch nach dem Abstieg in die Eerste Divisie nicht mehr zum Zuge, so dass er nach der Spielzeit 1993/94 zu Go Ahead Eagles aus Deventer wechselte, bei denen er nach nur einem Jahr seine Laufbahn beendete. Nach seiner Zeit als Spieler wurde er Torwarttrainer, zunächst bei Willem II in Tilburg, danach bei der PSV in Eindhoven und bei der niederländischen Nationalmannschaft unter anderem während der Europameisterschaft 2004. Seit 2008 leitete er die Torwartschule bei seinem Stammverein Feyenoord.

### Nationalmannschaft
Hiele gehörte von 1980 bis 1991 dem Kader niederländischen Nationalmannschaft an, kam in diesen mehr als elf Jahren jedoch nur in sieben Spielen zum Einsatz. Sein Debüt gab er am 10. September 1980 bei der 1:2-Niederlage im WM-Qualifikationsspiel gegen Irland in Dublin. Es war das erste Spiel nach der EM 1980, in dem Bondscoach Jan Zwartkruis erstmals Piet Schrijvers ersetzte, der seit der WM 1978 Stammtorhüter im Oranje-Team gewesen war. Im nächsten Match debütierte Hans van Breukelen im Tor der Niederländer, danach kam Pim Doesburg zum Zuge, ehe Anfang 1981 unter Verbandstrainer Kees Rijvers Schrijvers sein Comeback gab. Hiele musste auf sein zweites Länderspiel fünfeinhalb Jahre warten. Am 12. März 1986 gewannen die Niederlande mit ihm im Tor im Leipziger Zentralstadion ein Freundschaftsspiel gegen die DDR-Auswahl mit 1:0. Doch anschließend übernahm wieder der mittlerweile zur Stammkraft avancierte van Breukelen. Die nächsten Spiele für Hiele folgten im Jahrestakt: im April 1987 gegen Ungarn in der EM-Qualifikation, im Mai 1988 in einem Freundschaftsspiel gegen Bulgarien und am 26. April 1989 beim 1:1 in der WM-Qualifikation gegen Deutschland, bei dem ihn Karlheinz Riedle überwand. Ein weiteres Mal kam er 1989 zum Einsatz, ehe er – noch immer zweiter Mann hinter van Breukelen – am 5. Juni 1991 in Helsinki gegen Finnland sein letztes Spiel in der Elftal machte. Der mittlerweile für die SVV spielende Torwart erklärte wenig später seinen Rücktritt aus der Nationalmannschaft. Hiele stand sowohl bei der Europameisterschaft 1988 als auch bei der Weltmeisterschaft 1990 als zweiter Torwart hinter van Breukelen im Kader der Niederländer.

## Titel
- Niederländischer Meister: 1984
- Niederländischer Pokalsieger: 1980, 1984
- Europameister: 1988 (ohne Einsatz)